# SWEET (투모로우바이투게더의 음반)
"SWEET"는 대한민국 보이 밴드 투모로우바이투게더의 두 번째 일본어 정규 음반이자 전체 네 번째 정규 음반이다. 2023년 7월 5일 빅히트 엔터테인먼트와 유니버설 뮤직 (일본)에서 발매되었다. 밴드의 2021년 EP인 Chaotic Wonderland와 이후의 독립 싱글들의 곡들을 부분적으로 모은 음반으로, 네 개의 새로운 오리지널 곡을 포함한 총 12개의 트랙이 수록되어 있다. 싱글 "Sugar Rush Ride" (일본어 버전)와 "Hydrangea Love"가 포함되었다. 일본 오리콘 앨범 차트에서 1위로 데뷔했으며, RIAJ로부터 2× 플래티넘 인증을 받았다.

## 배경 및 발매
투모로우바이투게더의 첫 일본어 음반인 Still Dreaming (2021) 발매 이후, 밴드는 이전에 발매된 한국어 곡들의 일본어 버전을 담은 익스텐디드 플레이와 싱글들을 발매했다. Chaotic Wonderland는 2021년 말에 발매되었으며, "0X1=Lovesong (I Know I Love You)"과 "MOA Diary (Dubaddu Wari Wari)"의 일본어 버전, 그리고 신곡 "Ito"와 이전에 발매된 영어 곡 "Magic"이 포함되었다. 이어서 2022년에는 "Good Boy Gone Bad"의 일본어 버전이 발매되었으며,,두 개의 오리지널 곡이 B-side로 포함되었다("Ring"과 "Hitori no Yoru").
투모로우바이투게더의 두 번째 일본 음반인 SWEET는 2023년 4월 28일 빅히트 뮤직에 의해 발표되었다. 발표에 따르면 이 음반은 7월 5일에 발매될 예정이었으며, 네 개의 새로운 오리지널 일본어 곡, 밴드의 이전 일본 발매 음반에 포함되었던 트랙들, 그리고 밴드의 한국어 곡 "Sugar Rush Ride"의 일본어 버전을 포함한 총 12개의 트랙이 수록될 예정이었다.
"Sugar Rush Ride"는 6월 28일 음반의 리드 싱글로 발매되었고, 곡과 동시에 뮤직 비디오가 공개되었다. 두 번째 싱글 "Hydrangea Love"는 6월 30일에 발매되었다. Sweet는 2023년 7월 5일에 공식적으로 발매되었다.

## 구성
Sweet는 12개의 트랙으로 구성되어 있으며, 인트로 "Floating"과 아웃트로 "Falling"으로 시작과 끝을 장식한다. "Hydrangea Love"는 "'너'와 함께 보낸 시간들이 쌓여 더 나은 '나'가 되는 과정"에 대한 발라드이다. 다음 트랙인 Sugar Rush Ride는 귀에 꽂히는 기타 리프와 반복되는 휘파람 리프가 특징인 달콤한 댄스 팝 곡으로, 미국 작곡가 세일럼 아일리스가 공동 작곡했다. "0X1=Lovesong (I Know I Love You)"은 이모 록의 영향을 받은 곡으로, BTS의 RM이 공동 작곡했으며, 이어서 운명을 주제로 한 발라드 "Ito"가 이어진다. "Ring"은 팝 록 곡으로, 연준, 태현, 휴닝카이가 참여한 첫 일본어 자작곡이다. 투모로우바이투게더의 첫 완전 영어 싱글인 "Magic"은 "숨결 같은 가성과 유혹적인 가사"가 특징인 디스코 팝 트랙으로, 브릿지는 S Club 7과 비교되었다. "Good Boy Gone Bad"는 중독성 있는 가사와 멜로디가 특징인 록 기반의 힙합 음악 곡이며, "Hitori no Yoru"는 외로운 사랑에 대한 가사와 애틋한 피아노 멜로디가 특징인 발라드이다, 그리고 "MOA Diary (Dubaddu Wari Wari)"는 밴드의 팬들에게 보내는 팬송 역할을 하는 트랙이다.

## 홍보
음반을 홍보하기 위해 투모로우바이투게더는 교세라 돔 오사카에서 7월 1일과 2일에 Act: Sweet Mirage 투어의 일환으로 두 차례 콘서트를 개최하며 일본에서 첫 스타디움 공연을 열었다. 세트리스트는 28곡으로 구성되었으며, "0x1 Lovesong", "Good Boy Gone Bad", "Ring", "Hitari no Yoru", "Hydrangea Love", "Sugar Rush Ride" 등 Sweet의 여러 곡이 포함되었다. 밴드는 또한 음반 발매 당일 도쿄 롯폰기 힐스 아레나에서 쇼케이스를 개최하여 "Sugar Rush Ride"와 "Hydrangea Love"를 추첨으로 선정된 약 1,000명의 팬들에게 선보였다.
SWEET를 더욱 홍보하기 위해 투모로우바이투게더는 여러 일본 TV 프로그램에 출연했다. 밴드는 7월 1일 니혼 TV의 The Music Day, 7월 7일 TV 아사히의 뮤직 스테이션, 7월 13일 후지 TV의 2023 FNS Music Festival "Natsu", 15일 TBS 텔레비전 Music Day에 출연했다. 밴드의 7월 1일 The Music Day 출연은 그들의 Act: Sweet Mirage 콘서트에서 생중계되었다.
음반의 여러 곡들은 일본의 시각 매체에 사용되었다. "Ito"는 2021년 TV 도쿄 드라마 시리즈 Rasen no Meikyu: DNA Kagaku Sosa (らせんの 迷宮 - DNA 科学捜査, 직역: 나선의 미궁 - DNA 과학 수사)의 오프닝 테마로 사용되었는데, 이는 투모로우바이투게더의 첫 일본 사운드트랙 출연이었다. 반면 "Hydrangea Love"는 음반 발매 직후 방영을 시작한 니혼 TV 드라마 Saiko no Seito: Yomei Ichinen no Last Dance (最高の生徒 〜余命1年のラストダンス, 직역: 최고의 학생: 1년 남은 마지막 춤)의 주제곡으로 사용되었다.

## 상업적 성과
Sweet는 일본에서 상업적으로 성공하여 첫 24시간 동안 216,257장이 판매되었으며, 이는 그룹의 이전 음반인 Still Dreaming의 첫날 판매량의 세 배 이상이었다. 오리콘 앨범 차트에서 이 음반은 첫 주에 303,000장이 판매되며 1위로 데뷔했다. Sweet로 투모로우바이투게더는 차트에서 8개 연속 1위 음반을 기록한 최초의 외국인 아티스트가 되었다. 미국에서는 Sweet가 8월 19일자 빌보드 200 앨범 차트에서 54위로 데뷔했다. 당시 투모로우바이투게더는 일본 음반으로 빌보드 200에 차트 진입한 두 한국 아티스트 중 한 팀이었다(BTS가 다른 한 팀).
Sweet는 50만 장 이상 판매를 인정받아 일본레코드협회로부터 2× 플래티넘 인증을 받았다.

## 트랙 리스트
트랙 목록 및 크레딧은 음반 라이너 노트에서 발췌.
| #            | 제목                                                                        | 작사·작곡 | 프로듀서                                                            | 재생 시간 |
| ------------ | --------------------------------------------------------------------------- | --- | ------------------------------------------------------------------- | --------- |
| 1.           | 〈Intro: Floating〉                                                         | Maiz | Maiz                                                                | 1:51      |
| 2.           | 〈Hydrangea Love〉 (틀:Nihongo2[i])                                         | Yuuri | Yuuri Kentz                                                         | 3:52      |
| 3.           | 〈Sugar Rush Ride〉 (Japanese ver.)                                         | "히트맨" 방 크리스타 영스 모아 "카지 오페이아" 칼레베커 미아 마리 랭스턴 올리팝 슬로우 래빗 소피아 케이 수프림 보이 세일럼 아일리스          | Slow Rabbit                                                         | 3:06      |
| 4.           | 〈0X1=Lovesong (I Know I Love You)〉 (Japanese ver.; featuring 이쿠타 리라) | 슬로우 래빗 RM 데릭 "모드 선" 스미스 앤드류 미글리오레 멜라니 조이 폰타나 방시혁 단케 윌 심스 가브리엘 브란데스 맷 톰슨 맥스 린도크 그레이엄 | Slow Rabbit                                                         | 3:25      |
| 5.           | 〈Ito〉                                                                     | GReeeeN | GReeeeN Alysa                                                       | 4:03      |
| 6.           | 〈Ring〉 (틀:Nihongo2[ii])                                                  | 아도라 휴닝카이 이시와타리 준지 슬로우 래빗 태현 연준                                                                                        | Slow Rabbit                                                         | 3:24      |
| 7.           | 〈Magic〉                                                                   | 올리 머스 사라 블랜차드 리처드 보드맨 파블로 보우먼 안데르스 프로엔 애런 히벨                                                                | 더 식스 애런 히벨 제나 앤드루스 [a] 롭 그리말디 [a] 스테판 커크 [a] | 2:39      |
| 8.           | 〈Good Boy Gone Bad〉 (Japanese ver.)                                       | 방시혁 블루쉬 크리스 제임스 폰타나 미셸 "린드그렌" 슐츠 슬로우 래빗 수프림 보이 연준 조윤경                                                  | Slow Rabbit                                                         | 3:11      |
| 9.           | 〈Hitori no Yoru〉 (틀:Nihongo2[iii])                                       | 엘 카피탄 슬로우 래빗 가와사키 타카야 | 가와사키 엘 카피탄                                                  | 3:38      |
| 10.          | 〈MOA Diary (Dubaddu Wari Wari)〉 (Japanese ver.)                           | 톰슨 그레이엄 가브리엘 브란데스 알렉스 칼손 태현 빅히트 뮤직 제임스 F. 레이놀즈 범규 수빈 연준 휴닝카이                                      | Arcades                                                             | 3:08      |
| 11.          | 〈Ring〉 (틀:Nihongo2[ii]; Unplugged ver.)                                  | 아도라 휴닝카이 이시와타리 준지 슬로우 래빗 태현 연준                                                                                        | Slow Rabbit                                                         | 3:25      |
| 12.          | 〈Outro: Falling〉                                                          | Revin | Revin                                                               | 2:09      |
| 총 재생 시간 | 총 재생 시간                                                                | 총 재생 시간 | 총 재생 시간                                                        | 37:56     |

내용주
- ^[a] 는 추가 보컬 프로듀서를 의미한다.
- ^  직역: "수국 같은 사랑"
- ^  직역: "네가 아닌 다른 누군가를 사랑하는 방법"
- ^  직역: "혼자 있는 밤"

## 차트
| 차트 (2023)                | 최고 순위 |
| 1                          |           |
| -------------------------- | --------- |
| 일본 핫 앨범 (빌보드 재팬) | 1         |
| 78                         |           |
| 54                         |           |
| 3                          |           |

| 차트 (2023)        | 최고 순위 |
| ------------------ | --------- |
| 일본 앨범 (오리콘) | 2         |

| 차트 (2023)        | 순위 |
| ------------------ | ---- |
| 일본 앨범 (오리콘) | 11   |

## 인증 및 판매
| 국가        | 인증        | 판매량/출하량 |
| ----------- | ----------- | ------------- |
| 일본 (RIAJ) | 2× 플래티넘 | 335,149       |

## 발매 역사
| 지역   | 날짜           | 레이블                        | 형식                           | 카탈로그    | 참조          |
| ------ | -------------- | ----------------------------- | ------------------------------ | ----------- | ------------- |
| 다양한 | 2023년 7월 5일 | 빅히트 유니버설 재팬 리퍼블릭 | 디지털 다운로드 스트리밍       | 빈칸        | [ 27 ] [ 28 ] |
| 일본   | 2023년 7월 5일 | 유니버설 재팬                 | CD                             | TYCT-69267  | [ 29 ]        |
| 일본   | 2023년 7월 5일 | 유니버설 재팬                 | CD + DVD                       | TYCT-69266  | [ 30 ]        |
| 일본   | 2023년 7월 5일 | 유니버설 재팬                 | CD + 포토북                    | TYCT-69265  | [ 31 ]        |
| 일본   | 2023년 7월 5일 | 유니버설 재팬                 | CD (위버스 숍 재팬 독점)       |             | [ 32 ]        |
| 일본   | 2023년 7월 5일 | 유니버설 재팬                 | CD (유니버설 뮤직 스토어 독점) | D2CE-12410  | [ 33 ]        |
| 일본   | 2023년 7월 5일 | 유니버설 재팬                 | CD (세븐 넷 쇼핑 독점)         | 00THN-38642 | [ 34 ]        |